# Brasato
Il brasato è una carne (o più raramente un pesce) cotta lentamente in poco liquido di cottura, spesso costituito da vino o brodo aromatizzati con spezie.

## Preparazione
Quando il brasato viene cotto in un liquido alcolico (solitamente vino o birra), prima di iniziare la cottura è richiesta una marinatura di varie ore nel liquido stesso, aromatizzato in genere con cipolle e erbe officinali. La cottura deve essere prolungata e va effettuata a temperatura media in modo da permettere al collagene di sciogliersi e rendere la carne più morbida e appetibile. Il fondo di cottura è molto importante per la realizzazione del piatto; prima filtrato o frullato, se in eccesso viene poi ridotto e infine adagiato sul brasato tagliato a fette.

## Le origini
Brasare deriva dal termine dialettale "brasa", ovvero brace. La pentola, contenente il pezzo di carne e il resto degli ingredienti, veniva circondata dalle braci e lasciata cuocere a lungo.

## Nel mondo

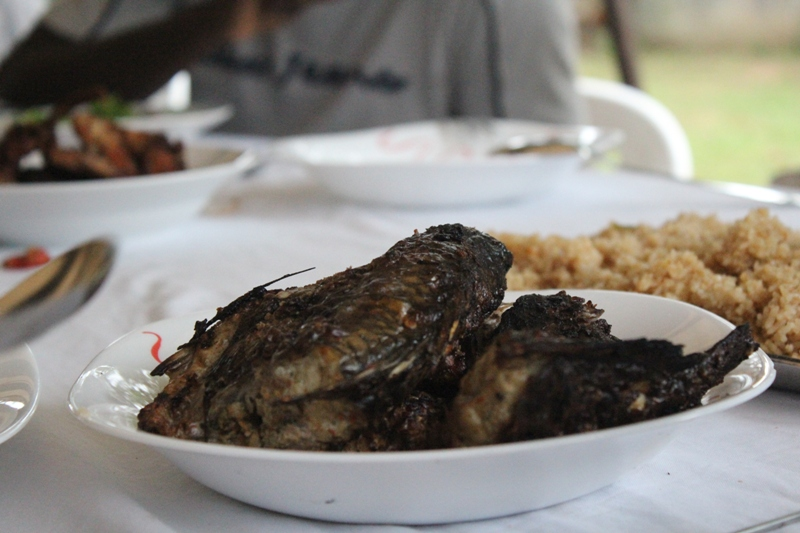
Carpa brasata della Costa d'Avorio

### Italia
In Italia è un tipico piatto del nord ed è spesso servito con la polenta: esempio classico è il brasato al barolo, piatto tipico della cucina piemontese. È importante che il vino abbia una bassa acidità. Molto adatti sono ad esempio i vini prodotti a partire da uve del vitigno nebbiolo come i piemontesi Barolo e Barbaresco oppure i lombardi Sassella o Inferno.

### Cina
La brasatura è una tecnica di preparazione del cibo tradizionalmente usata in varie cucine asiatiche e, in particolare, nella cucina cinese, dove come componente liquida spesso si utilizzano, invece che il vino, la salsa di soia o quella di pesce.

### Croazia
Nella regione Dalmata un piatto tradizionale molto simile è la Pasticada.

## Abbinamenti con bevande alcoliche

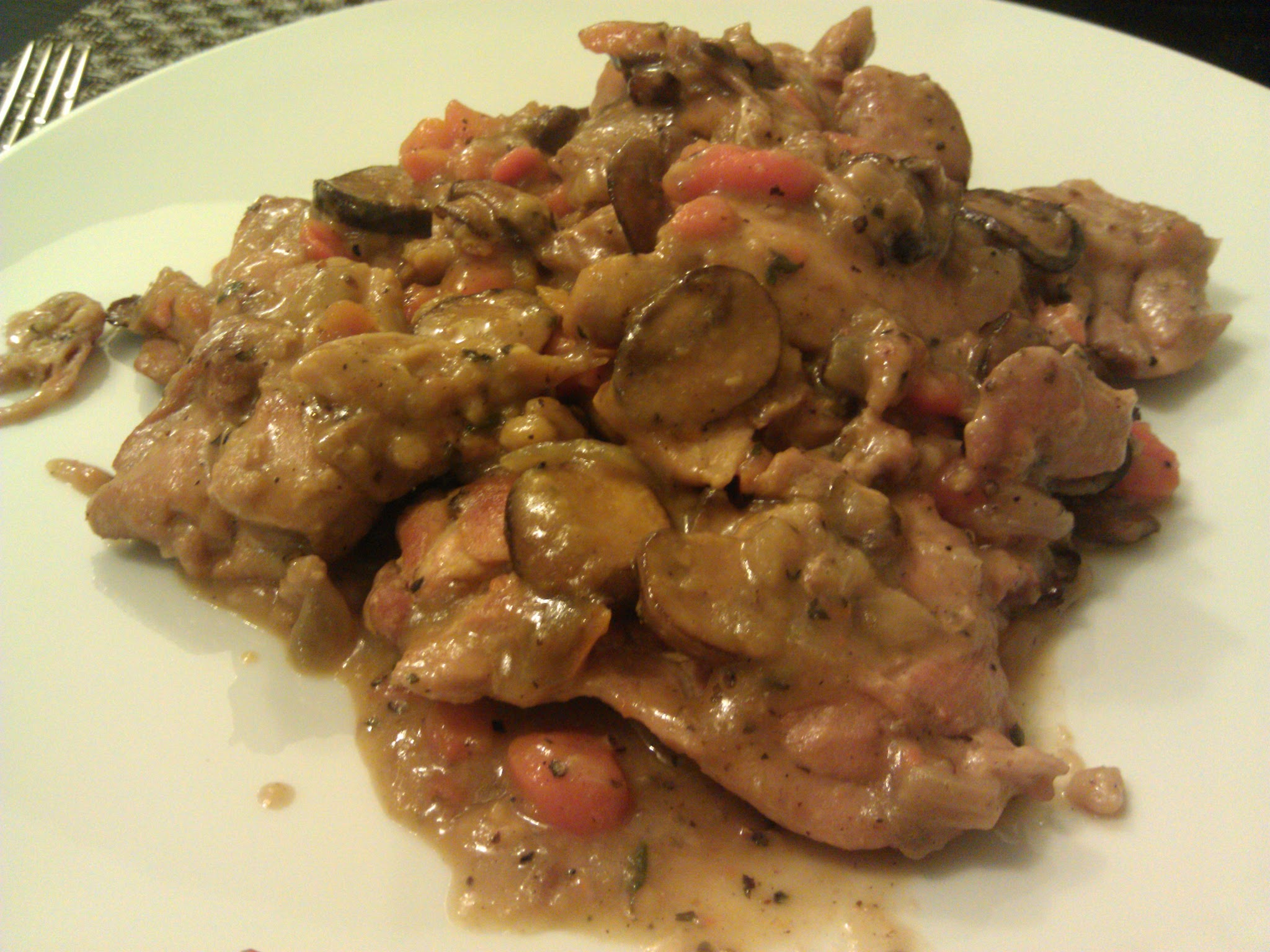
Brasato di pollo

Il brasato si accompagna al vino o alla birra utilizzati per la cottura. Nel caso dei vini rossi sono preferibili vini corposi, come il barbaresco e il barolo, ma anche frizzanti come la bonarda.